# Carl Zeller
Carl Adam Johann Nepomuk Zeller, avstrijski operetni skladatelj in dirigent, * 19. junij 1842, Sankt Peter in der Au, Avstrija, † 17. avgust 1898, Baden, Avstrija.
Je eden izmed utemeljiteljev klasične dunajske operete. 

## Življenje
Zaradi lepega sopranskega glasu je kot otrok pel pri Dunajskih dečkih, nato je študiral glasbo na dunajski univerzi. Zaslovel je s svojimi operetami, najpomebnješa je trodejanka Ptičar, krstno uprizorjena 10. januarja 1891 na Dunaju. 

## Operete (izbor)
- Joconde (1876)
- Die Fornarina (1878)
- Karbonarji (1880)
- Vagabund (1886)
- Der Obersteiger (1894)
- Kletar (1901)